# Monica Roccaforte
Monica Roccaforte, polgári nevén Wagner Szilvia (Budapest, 1978. január 28. –) magyar pornószínésznő.

## Filmográfia
- Triple X 26 (1997)
- Weekend in Gerald City (1997)
- Il confessionale (1998)
- Famiglia (1998)
- Mago (1998)
- Ritorno di Don Tonino (1998)
- Cacciatori di Taglie (1999)
- Carovana della Violenza (1999)
- Euro Babes 1 (1999)
- Fuga dall'Albania (1999)
- Inferno (1999)
- Mogli Perverse (1999)
- Pronto Soccorso (1999)
- Rosa Shocking (1999)
- All Sex: Intimita proibite di 2 giovani casalinghe (2000)
- Incesto (2000)
- Napoli (2000)
- Natural Busty Newcummers (2000)
- Sacro e Profano (2000)
- Stavros 1 (2000)
- Stavros 2 (2000)
- All Sex: Casino (2001)
- Il Mondo Perverso Delle Miss (2001)
- Private Castings X 30 (2001)
- Capodanno in casa Curiello (2002)
- Perfect Bunnys (2004)